# Hipoteza kontinuuma
U matematici, hipoteza kontinuuma je hipoteza o mogućim veličinama beskonačnih skupova. Georg Cantor je uveo koncept kardinalnosti kako bi usporedio veličine beskonačnih skupova, i pokazao je da je skup cijelih brojeva strogo manji od skupa realnih brojeva. Hipoteza kontinuuma tvrdi sljedeće:
Ne postoji skup čija je veličina strogo između veličine skupa cijelih brojeva i veličine skupa realnih brojeva.
Ili matematički rečeno, ako uzmemo da je kardinalnost skupa cijelih brojeva {\displaystyle |\mathbb {Z} |} jednaka {\displaystyle \aleph _{0}} (alef-nula) a kardinalnost realnih brojeva {\displaystyle |\mathbb {R} |} jednaka {\displaystyle 2^{\aleph _{0}}}, hipoteza kontinuuma glasi:
{\displaystyle \nexists \mathbb {A} :\aleph _{0}<|\mathbb {A} |<2^{\aleph _{0}}.}
odnosno ne postoji skup A takav da je
{\displaystyle \aleph _{0}\ <k(A)<{\mathfrak {c}}}
Ovo je ekvivalentno sa:
{\displaystyle 2^{\aleph _{0}}=\aleph _{1}}
Realni se brojevi također nazivaju kontinuumom, pa otuda dolazi ime. Postoji i poopćena hipoteza kontinuuma, koja glasi:
Za sve ordinale {\displaystyle \alpha }, {\displaystyle 2^{\aleph _{\alpha }}=\aleph _{\alpha +1}}
Cantor je ovo zapisao 1878. i pojam je i dalje otvoren problem. Prvi je od 23 Hilbertova problema iz 1900. godine.

## Veličina skupa
Da bi se hipoteza formalno izrazila, potrebna je definicija: kaže se da dva skupa S i T imaju istu kardinalnost ili kardinalni broj ako postoji bijekcija
{\displaystyle S\leftrightarrow T}.
Intuitivno, ovo znači da je moguće sparivanje elemenata iz S s elementima skupa T, tako da je svaki element iz S uparen s točno jednim elementom iz T, i obratno. Slijedi da skup {banana, jabuka, šljiva} ima istu kardinalnost kao i skup {Ivan, Josip, Marko}.
Kad su u pitanju beskonačni skupovi, kao što su skupovi cijelih brojeva ili racionalnih brojeva, ovakve je stvari malo teže za pokazati. Neka se promatra primjerice skup svih racionalnih brojeva. Očigledna (i pogrešna) pretpostavka bi mogla biti da racionalnih brojeva ima više od cijelih brojeva, te da realnih brojeva ima više nego racionalnih, što bi oborilo hipotezu kontinuuma. Međutim, pokazuje se da je kardinalnost racionalnih brojeva jednaka kardinalnosti cijelih brojeva, i da su oba prebrojivi skupovi.
Cantorov dijagonalni postupak pokazuje da cijeli brojevi i realni brojevi nemaju istu kardinalnost.
Hipoteza kontinuuma tvrdi da svaki podskup kontinuuma (skupa realnih brojeva) koji sadrži cijele brojeve ima ili istu kardinalnost kao skup cijelih brojeva ili istu kardinalnost kao skup realnih brojeva.

## Nemogućnost dokazivanja ili opovrgavanja
Cantor je vjerovao da je hipoteza kontinuuma točna, i godinama je pokušavao dokazati, ali bez uspjeha. Ovaj je problem postao prvi na popisu važnih otvorenih pitanja koje je David Hilbert predstavio na Međunarodnom matematičkom kongresu 1900. u Parizu.
Kurt Gödel je 1940. pokazao da hipoteza kontinuuma ne može biti opovrgnuta standardnom Zermelo-Fraenkel teorijom skupova, čak i ako se usvoji aksiom izbora. Paul Cohen je 1963. pokazao da uz iste ove aksiome hipoteza kontinuuma ne može dokazati. Stoga, hipoteza kontinuuma je neovisna od Zermelo-Fraenkel teorije skupova s aksiomom izbora. Oba ova rezultata pretpostavljaju da sami Zermelo-Fraenkel aksiomi ne sadrže protuslovlje; ova pretpostavka je široko prihvaćena kao točna.
Hipoteza kontinuuma nije bila prvi iskaz neovisan od Zermelo-Fraenkel teorije skupova s aksiomom izbora. Izravna posljedica Gödelovog teorema nepotpunosti, objavljenog 1931., jest da postoji formalni iskaz koji izražava konzistentnost Zermelo-Fraenkel teorije skupova s aksiomom izbora, koji je neovisan od nje. Ovaj iskaz o konzistentnosti je metamatematičke prirode, više nego čisto matematičke. Hipoteza kontinuuma i aksiom izbora su bili među prvim matematičkim iskazima za koje je pokazano da su neovisni od ZF teorije skupova.
Hipoteza kontinuuma je u bliskoj vezi s mnogim iskazima iz raznih matematičkih oblasti. Kao rezultat njene neovisnosti, za mnoge značajne konjekture iz ovih disciplina je kasnije pokazano da su također neovisne.

## Argumenti za i protiv
Gödel je čvrsto vjerovao da je hipoteza kontinuuma pogrešna. Po njemu, dokaz konzistentnosti je samo pokazao da je ZF skup aksioma manjkav. Gödel je bio platonist, i stoga nije imao problema s tvrdnjama o točnosti ili pogrešnosti iskaza u ovisnosti od njihove dokažljivosti. Cohen, iako formalist, je također naginjao ka odbacivanju hipoteze kontinuuma.
Povijesno, matematičari koji su bili pristalice bogatog i velikog univerzuma skupova su bili protiv hipoteze kontinuuma, dok su oni koji su se zalagali za uredan i kontroliran univerzum zalagali za nju.
Chris Freiling je 1986. predstavio argument protiv hipoteze kontinuuma, nazvan Freilingov aksiom simetrije: pokazao je da je negacija hipoteze kontinuuma ekvivalentna iskazu o vjerojatnosti koju je okarakterizirao kao intuitivno točnu, ali drugi se nisu složili.

## Poopćena hipoteza kontinuuma
Poopćena hipoteza kontinuuma tvrdi da ako kardinalnost beskonačnog skupa leži između kardinalnosti beskonačnog skupa S i kardinalnosti partitivnog skupa od S, tada taj skup ima ili kardinalnost skupa S ili partitivnog skupa od S. To jest, za svaki beskonačan kardinal {\displaystyle \lambda } ne postoji kardinal {\displaystyle \kappa }, takav da {\displaystyle \lambda <\kappa <2^{\lambda }.} Ekvivalentan uvjet jest da {\displaystyle \aleph _{\alpha +1}=2^{\aleph _{\alpha }}} za svaki ordinal {\displaystyle \alpha .} Bet broj pruža alternativnu notaciju za ovaj uvjet: {\displaystyle \aleph _{\alpha }=\beth _{\alpha }} za svaki ordinal {\displaystyle \alpha .}
Ovo je poopćenje hipoteze kontinuuma, jer kontinuum ima istu kardinalnost kao partitivni skup cijelih brojeva. Kao i hipoteza kontinuuma, i poopćena hipoteza kontinuuma je neovisna od ZF teorije skupova s aksiomom izbora, ali Wacław Sierpiński je dokazao da ZF teorija skupova i poopćena hipoteza kontinuuma impliciraju aksiom izbora, tako da izbor i poopćena hipoteza kontinuuma nisu neovisne u ZF; ne postoje modeli u ZF u kojima poopćena hipoteza kontinuuma vrijedi, a aksiom izbora ne vrijedi.
Kurt Gödel je pokazao da je poopćena hipoteza kontinuuma posljedica ZF + V=L (aksioma da je svaki skup konstruktibilan u odnosu na ordinale).

### Implikacije poopćene hipoteze kontinuuma za kardinalnu eksponencijaciju
Poopćena hipoteza kontinuuma općenito fiksira vrijednosti kardinalne eksponencijacije. Vrijednost {\displaystyle \aleph _{\alpha }^{\aleph _{\beta }}} je:
{\displaystyle \aleph _{\beta +1}} kada α ≤ β+1;
{\displaystyle \aleph _{\alpha }} kada β+1 < α i eksponent je manji od konfinalnosti baze; i
{\displaystyle \aleph _{\alpha +1}} kada β+1 < α i eksponent je veći ili jednak konfinalnosti baze.

## Vidjeti također
- Alef broj
- Bet broj
- Kardinalnost